# Edstjärnet (Skillingmarks socken, Värmland)
Edstjärnet är en sjö i Eda kommun i Värmland och ingår i Göta älvs huvudavrinningsområde. Sjön har en area på 0,171 kvadratkilometer och ligger 122,2 meter över havet. Sjön avvattnas av vattendraget Bodaälven.

## Delavrinningsområde
Edstjärnet ingår i det delavrinningsområde (663958-128741) som SMHI kallar för Mynnar i Björkelången. Medelhöjden är 218 meter över havet och ytan är 9,25 kvadratkilometer. Det finns ett avrinningsområde uppströms, och räknas det in blir den ackumulerade arean 42,42 kvadratkilometer. Bodaälven som avvattnar avrinningsområdet har biflödesordning 3, vilket innebär att vattnet flödar genom totalt 3 vattendrag innan det når havet efter 339 kilometer. Avrinningsområdet består mestadels av skog (82 procent). Avrinningsområdet har 0,41 kvadratkilometer vattenytor vilket ger det en sjöprocent på 4,5 procent.